# Aimable Delune
Aimable Delune (1866-1923) was een Belgische architect, die tijdens de episode van de art nouveau te Brussel gebouwen ontwierp.

## Biografie
Aimable Delune werd te Marbais geboren op 28 mei 1866 en overleed te Elsene op 8 februari 1923. Hij was een zoon van aannemer Hubert Delune (eveneens afkomstig van Marbais) die zich samen met zijn acht kinderen te Brussel had gevestigd.
Aan de Koninklijke Academie voor Schone Kunsten van Brussel volgden vier van deze acht een opleiding tot architect : Ernest (1859-1947) (het meest gekend), Léon (1862-1947), Edmond en Aimable. Benevens zijn opleiding tot bouwmeester, volgde Aimable ook nog lessen beeldhouwkunst.
Aimable trad in het huwelijk met Catherine Varvenne. Hij vestigde zich met zijn echtgenote te Elsene (Van Elewyckstraat 41) in een woning die hij anno 1903 zelf had ontworpen.

## Stijl
Delune was in hoofdzaak een eclectische architect wiens stijl omstreeks de jaren 1900 beïnvloed werd door de Art nouveau.

## Werken(selectie)

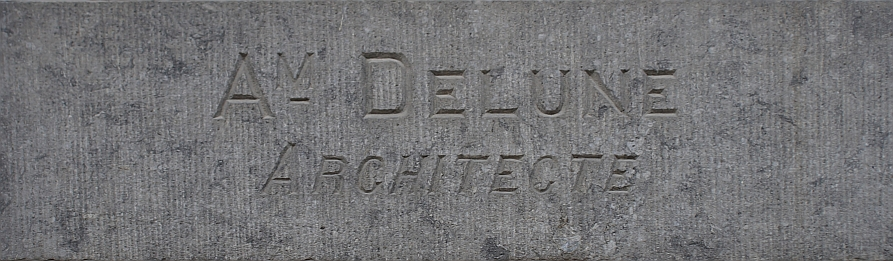
Elsene, Fernand Neuraystraat 19.
Signatuur van de architect.

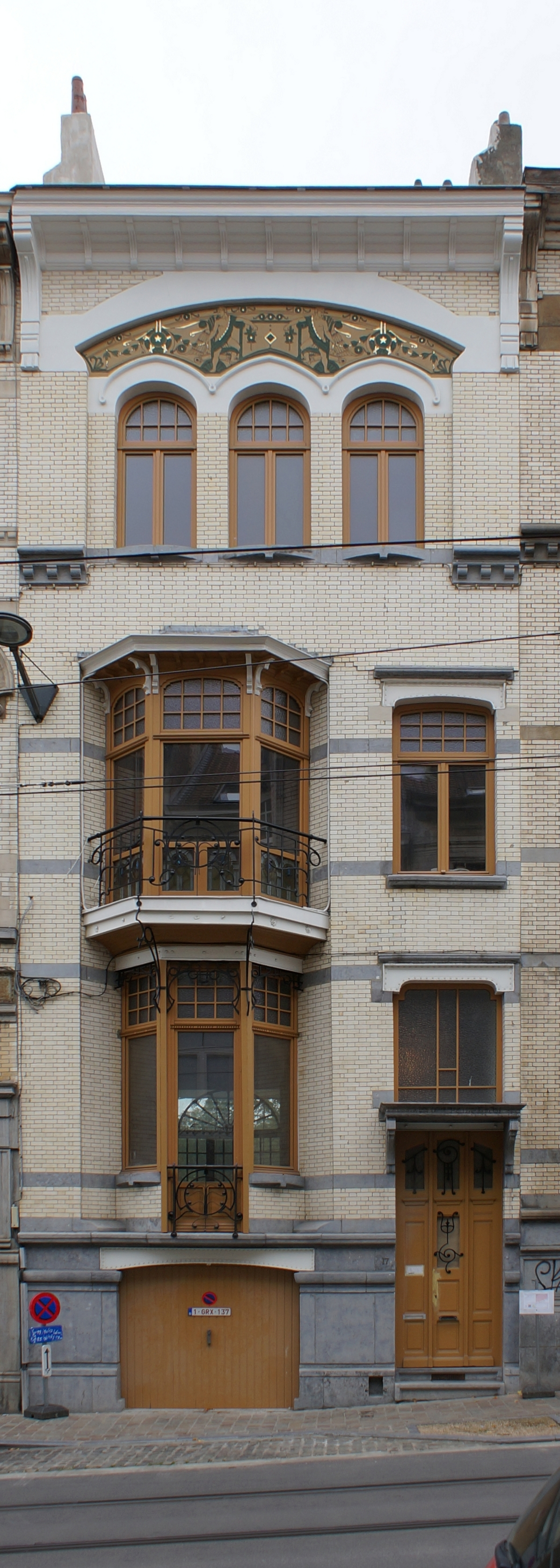
Elsene,
Brouwerijstraat 17.
Eclectische stijl met Art nouveau-invloeden (1905).

- Ukkel : Winston Churchilllaan 31 (Art nouveau).
- 1880 : Ukkel, Winston Churchilllaan 94 (Art nouveau).
- 1880 : Ukkel, Winston Churchilllaan 96 (Art nouveau).
- 1894 : Brussel, Lebeaustraat 33. Burgershuis met kelderverdieping, drie verdiepingen en mansardedak.
- 1896 : Paul Dejaerlaan 1, Sint-Gillis
- 1897 : Sint-Gillis, Alsembergse Steenweg 2 / Paul Dejaerlaan 1. Twee opbrengsthuizen op de straathoek, in eclectische stijl, met invloeden van de neo-Vlaamse renaissance.
- 1898 : Sint-Gillis, Ducpétiauxlaan 70-70a. Burgershuis met neoclassicistische inslag.
- 1900 : Vorst, Albertlaan 262. Burgershuis in eclectische stijl.
- 1902 : Sint-Gillis, de Mérodestraat 260. Opbrengsthuis. Neoclassicistisch geïnspireerd. Handelsruimte op de gelijkvloerse verdieping.
- 1902-1903 : Elsene, Van Elewyckstraat 41, 43, 45. Drie vergelijkbare woningen in Art nouveaustijl. Huisnummer 41 was de eigen woning van Aimable Delune. Op de sgraffiti (auteur : Gabriel Van Dievoet) van de erker ziet men het monogram van de bewoners: AD voor Aimable Delune en CV voor zijn echtgenote: Catherine Varvenne. In het midden wordt het bouwjaar afgebeeld (1903).
- 1904 : Brussel, Legrandlaan 19 & 21. Burgerswoningen in Art nouveaustijl. Gelijkvloerse verdieping en drie verdiepingen.
- 1904 : Elsene, Lesbroussartstraat 50 / Dautzenbergstraat 1. Opbrengsthuis gelegen op de straathoek. Handelsruimte op de gelijkvloerse verdieping. Drie verdiepingen waarvan de eerste op merkwaardige wijze geconstrueerd is als tussenverdieping.
- 1905 : Elsene, Brouwerijstraat 15 & 17. Twee burgershuizen in eclectische stijl, geïnspireerd door Art nouveau. Sgraffito ontworpen door architect-sgraffitoschilder Paul Cauchie.
- 1905 : Sint-Gillis, Paul Dejaerlaan 22. Opbrengstwoning met handelsruimte op de gelijkvloerse verdieping. Benedenverdieping in Art nouveaustijl; de overige verdiepingen zijn in eclectische stijl.
- 1905 : Elsene, Fernand Neuraystraat 17 & 19. Twee burgershuizen in eclectische stijl met Art nouveau-invloeden. Huisnummer 17 is uitgerust met een vermeldenswaardige erker, beeldhouwwerk en voordeur.
- 1905 : Elsene, Waterloose Steenweg 509 & 511. Twee gelijkaardige opbrengstwoningen in eclectische stijl. De ene met een rode bakstenen gevel, de andere gevel in bakstenen met een gebroken witte kleur. In beide woningen is de benedenverdieping ingericht als handelsruimte.
- 1906 : Vorst, Berkendaelstraat 139 -> 145. Opbrengsthuizen met handelsruimte op de benedenverdieping.
- 1907 : Vorst, Albertlaan 112. Burgershuis in Art nouveau.
- 1908 : Sint-Gillis, Ducpétiauxlaan 140. Burgerswoning met eclectische vormgeving en Art nouveau-elementen.
- 1909 : Brussel, Lombardstraat 8. Burgershuis in eclectische stijl met een gelijkvloerse verdieping ingericht als handelsruimte, een tussenverdieping (niveau +1) en twee verdiepingen (niveau +2 en +3).

## Opmerkelijke verwezenlijkingen
Aimable's mooiste werken zijn wellicht de drie vergelijkbare woningen aan de Van Elewyckstraat 41, 43 en 45 te Elsene. Huisnummer 41 was zijn persoonlijke woonst.

## Illustraties

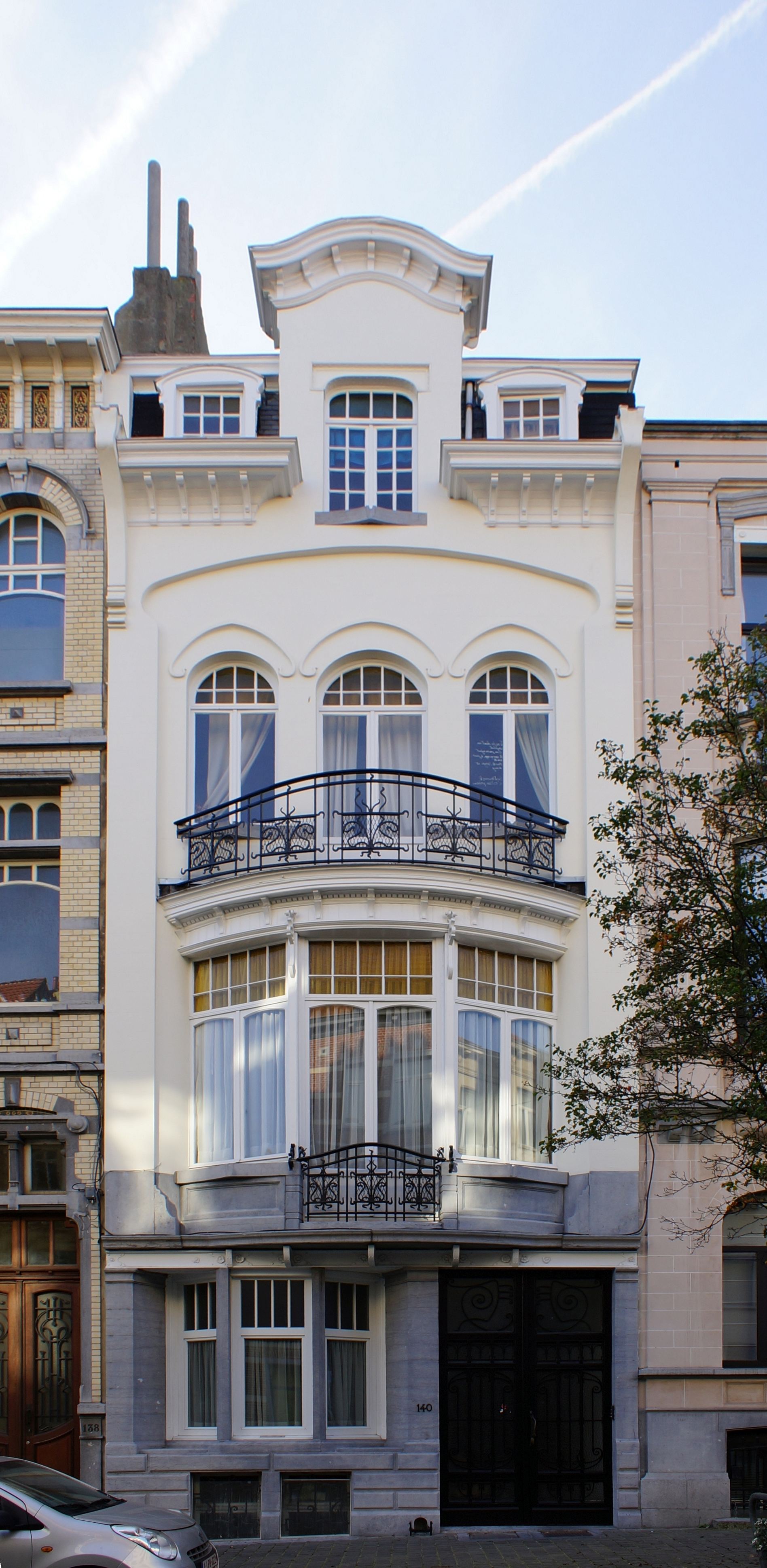
Sint-Gillis,  Ducpétiauxlaan 140 (1908)
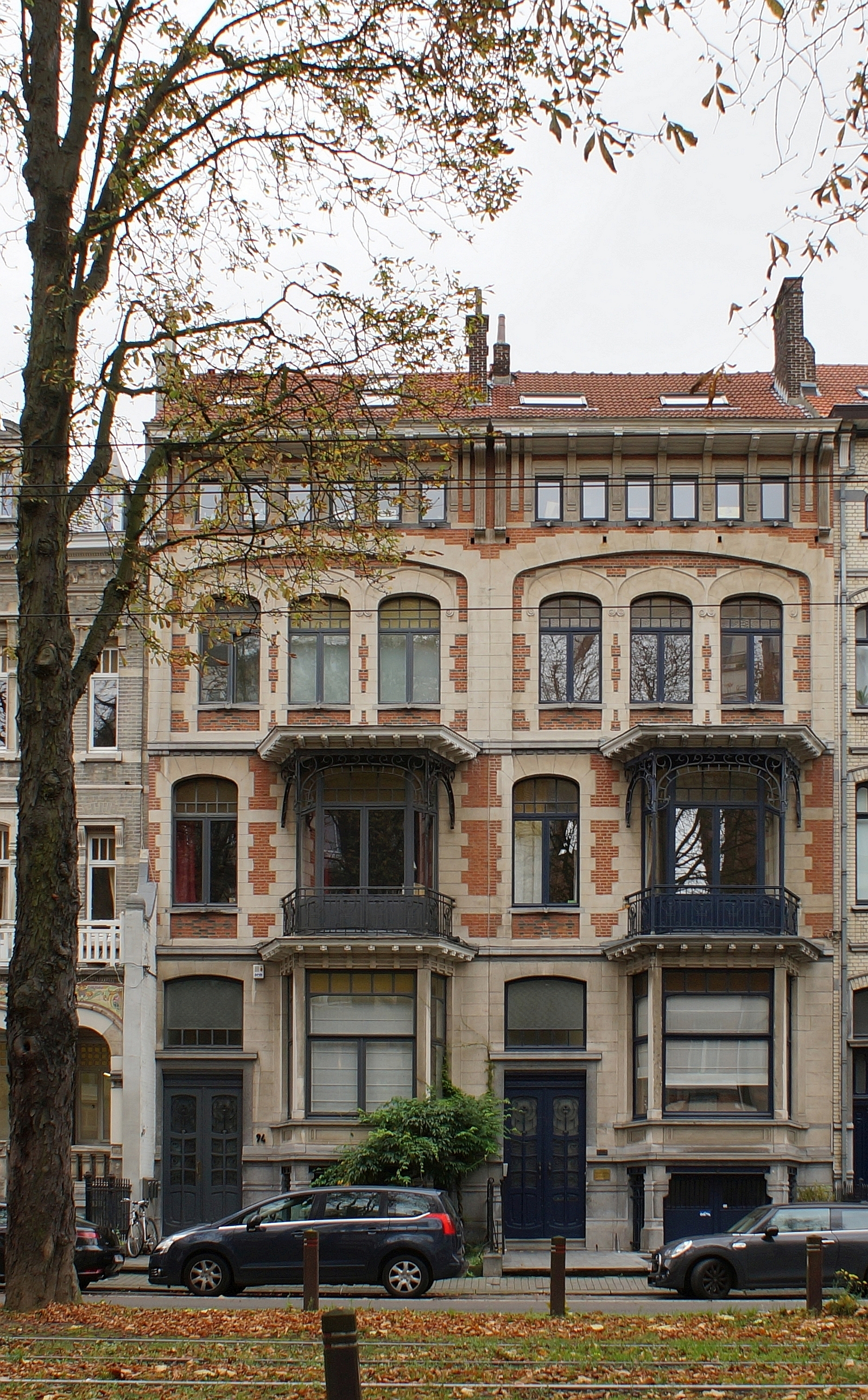
Ukkel, Winston Churchilllaan 94 (links) & 96 (rechts) (1880).
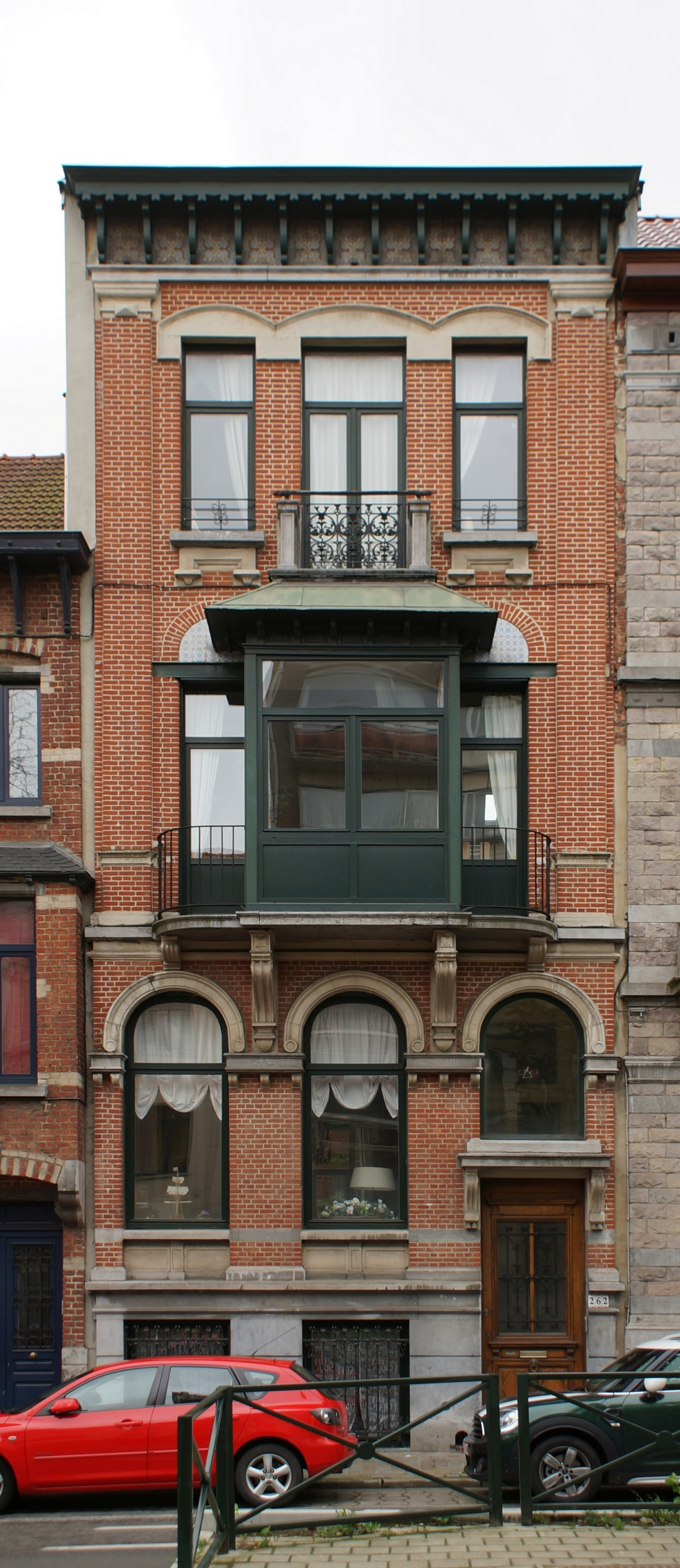
Vorst, Albertlaan 262 (1900).